# この声をきみに
『この声をきみに』（このこえをきみに）は、NHK総合「ドラマ10」枠にて2017年9月8日から11月17日まで放送された日本のテレビドラマ。全8回。大森美香作。偏屈な数学講師が人生を変えたいと訪れた朗読教室で謎多き女性講師のレッスンを通じ個性豊かなクラスメイトとともに成長していく姿をコミカルに描く。主演は竹野内豊で、本作がNHKドラマ初主演となる。
『この声をきみに〜もう一つの物語〜』（このこえをきみに もうひとつのものがたり）と題して大森美香オリジナル脚本による本作スピンオフとなる舞台が制作され、2020年3月に上演が予定されていたが、新型コロナウイルス感染症の感染拡大に伴い全公演が開催自粛となった。

## あらすじ
偏屈でさえない大学の数学講師・穂波孝は話すことが苦手で、妻・奈緒も愛想をつかして子供を連れ家を出て行く。聞き手の気持ちを考えずに講義をする孝は学部長から勧められて「話し方教室（ビジネスマン向け）」を訪れるものの、講師の江崎京子と互いに言い争いとなり、険悪な雰囲気で教室を去る。後日、孝は町はずれにある小さな朗読教室で京子と再会することとなる。

## 登場人物

### 主要人物
穂波 孝〈46〉
演 - 竹野内豊
大学の数学科の准教授。専攻は結び目理論。偏屈でさえない男。話すことが苦手で、学生からの人気がない。
江崎 京子
演 - 麻生久美子
朗読教室の講師。いつも笑顔だが過去を語りたがらず、恋愛至上主義を嫌悪する。

### 孝の家族・友人
穂波 奈緒
演 - ミムラ
孝の妻。旧姓：八坂。大学の先輩であった孝に熱心なアプローチをかけて結婚したが、長女の誕生後は夫の社会性のなさに不満を抱くようになる。
穂波 舞花
演 - 安藤美優
孝と奈緒の長女。
穂波 龍太郎
演 - 加賀谷光輝
孝と奈緒の長男。
穂波 定男
演 - 平泉成
孝の父。高度経済成長期の企業戦士で、教育熱心な父であった。一時的に養護施設に入所している。
八坂 淳子
演 - 仁科亜季子
奈緒の母。娘の出戻りを心配するが、孫とともに暮らせることに喜ぶ。
東原 正規
演 - 松岡充
孝の友人。数学科の教授。孝とは対照的に社交的で要領の良い性格。バンドが趣味で、音楽と等比数列を関連付けた講義で学生から人気がある。
五島 由紀夫
演 - 永瀬匡
孝の弁護士。東原の元教え子でバンド仲間。

### 朗読教室『灯火親（とうかしたしむ）』の人々
佐久良 宗親
演 - 柴田恭兵
フリーアナウンサー。ラジオ局の人気アナウンサーだったが妻の看病のためにフリーに転身し、自宅で朗読教室を主催する。
福島 邦夫
演 - 杉本哲太
海運会社勤務。商船の船長。一年の大半を海で過ごしているため、せめて日本に居るときは日本語に浸りたいと朗読教室に入る。
磯崎 泰代
演 - 片桐はいり
メーカーの経理担当。有能なキャリアウーマンだが、芸術や文学が苦手で他人の心理や恋愛に興味を持てないことにコンプレックスがあり、朗読を始める。
柏原 喜巳子
演 - 堀内敬子
主婦。子育てが落ち着き、子供や老人を相手に朗読ボランティアを行う。噂好きのため京子には警戒されている。
稲葉 実鈴
演 - 大原櫻子
学生。声優志望のため朗読教室に通う。
河合 雄一
演 - 戸塚祥太
実家のコンビニエンスストアのアルバイト。繊細な性格の持ち主で、自分を受け入れてもらえる朗読教室に居心地の良さを感じている。
熊川 絵里
演 - 趣里
メーカーのショールーム勤務。客を相手に型通りの説明を繰り返す生活に疲れ、ストレス解消のために自由に話せる場として朗読教室に通う。

### その他
山極 春信
演 - 北見敏之
学部長。
持田 暁美
演 - 山本裕子
大学職員。
北里 法子
演 - 千葉雅子
奈緒の弁護士。

## スタッフ
- 作 - 大森美香
- 音楽 - fox capture plan
- 主題歌 - JUJU「いいわけ」（ソニー・ミュージックアソシエイテッドレコーズ）
- 朗読指導 - 斎藤ゆき子
- 演出 - 笠浦友愛、樹下直美、上田明子
- 制作統括 - 磯智明
- 制作・著作 - NHK

## 放送日程
| 各話   | 放送日            | サブタイトル       | 演出     | 朗読作品 | 備考     |
| ------ | ----------------- | ------------------ | -------- | --- | -------- |
| 第1回  | 09月08日 09月15日 | つまらない男       | 笠浦友愛 | 「生きる」（谷川俊太郎） 「くじらぐも」（中川李枝子、絵：柿本幸造） 「恋のわらべ唄」（寺山修司） | [ 注 2 ] |
| 第2回  | 09月22日          | 友だちはカエルくん | 笠浦友愛 | 「旅上」（萩原朔太郎） 「五十音」（北原白秋） 『ふたりはともだち』（作・絵：アーノルド・ローベル、訳：三木卓） 『はだかの王さま』（ハンス・クリスチャン・アンデルセン、絵・吉岡紗希） |          |
| 第3回  | 09月29日          | 雨にも負けぬ男     | 樹下直美 | 「氷菓」（室生犀星） 「雨ニモマケズ」（宮澤賢治） 「くじらぐも」（中川李枝子、絵：柿本幸造） 『津軽』（太宰治） 「月夜の浜辺」（中原中也） |          |
| 第4回  | 10月06日          | 飛べ!くじらぐも    | 樹下直美 | 「くじらぐも」（中川李枝子、絵：柿本幸造） 『山椒大夫』（森鷗外） |          |
| 第5回  | 10月20日          | キスはどうですか?  | 笠浦友愛 | 『今日』（訳：伊藤比呂美、絵：下田昌克） 『回転ドアは、順番に』（穂村弘、東直子、装画：三嶋典東） 「祈るように願う」（銀色夏生） 「心に太陽を持て」（ツェーザル・フライシュレン、訳：山本有三） 「サーカス」（中原中也） |          |
| 第6回  | 10月27日          | もつれる2人        | 上田明子 | 「数学的媚薬」（アレックス・ゴールト、訳：畔柳和代、装画：祖田雅弘） 『おじさんのかさ』（作・絵：佐野洋子） |          |
| 第7回  | 11月03日          | ヒーローになる時   | 樹下直美 | 「注文の多い料理店」（宮沢賢治） 「天ぷらそばのツライとこ」（作・絵：東海林さだお） 「HERO」（作詞：桜井和寿） |          |
| 最終回 | 11月17日          | 美しくひびきよく   | 笠浦友愛 | 「チョウの数」（日高敏隆） 『おじさんのかさ』（作・絵：佐野洋子） 「ほぐす」（吉野弘） 「アエイウエオア王物語」（菅井建） 「ハート型の思い出」（寺山修司） 『手袋を買いに』（新美南吉） 『ふたりはともだち』（作・絵：アーノルド・ローベル、訳：三木卓） 『おおきなかぶ』（ロシアの昔話、再話：A. トルストイ、訳：内田莉莎子、絵：佐藤忠良） 「ことばはやさしく美しくひびきよく―」（サトウハチロー） 『あいたくて』（工藤直子） 『世にも美しい数学入門』（藤原正彦） |          |

- 10月13日（金）は第48回衆議院議員総選挙政見放送実施の為、公職選挙法の規定により休止。
- 11月10日（金）は『SONGSスペシャル 井上陽水×玉置浩二』放送により休止。

## 受賞
- ギャラクシー賞 2017年11月度月間賞[7]

## 関連商品
CD
- fox capture plan『KOTODAMA -この声をきみに Soundtrack-』（2018年1月24日、Playwright、FCP3）

DVD
- この声をきみに DVD-BOX（2018年3月21日、VAP、VPBX-15854）

## 舞台
『この声をきみに〜もう一つの物語〜』（このこえをきみに もうひとつのものがたり）と題し、2020年3月6日から3月8日まで大阪・サンケイホールブリーゼにて、3月12日から3月22日まで東京・俳優座劇場にて上演が予定されていたが、新型コロナウイルス感染症の感染拡大に伴い全公演が開催自粛となり、 3月12日に無観客収録を行ったDVDを受注販売する。
大森美香のオリジナル脚本により、ドラマに登場した朗読教室「灯火親」を舞台に新たな登場人物やエピソードを交えて描く。演出は演劇ユニット「艶∞ポリス」主宰の岸本鮎佳。主演は尾上右近、ヒロイン役を佐津川愛美が演じる。

### 登場人物（舞台）
岩瀬孝史
演 - 尾上右近
朗読教室生徒。
会社員。IT企業勤務。
堀今日子
演 - 佐津川愛美
朗読教室講師。
元ラジオパーソナリティ、レポーター。
井之上雅哉
演 - 小林健一
朗読教室生徒。
トラック運転手。元自衛官。
新見雪乃
演 - 弘中麻紀
朗読教室生徒。
専業主婦。地域の朗読ボランティアのグループで活動する。
永井友加里
演 - 小林涼子
朗読教室生徒。
ガールズバー勤務。
竹本圭人
演 - 高橋健介
朗読教室生徒。
大学生。爽やかなルックスで女性に人気がある。
瑞野優作
演 - 中島歩
朗読教室講師。
元高校の国語教師。
向山士郎
演 - 小野武彦
朗読教室主宰・講師。
元アナウンサーで、約30年にわたり朗読教室を主宰する。

### スタッフ（舞台）
- 脚本 - 大森美香
- 演出 - 岸本鮎佳（艶∞ポリス）
- 美術 - 門馬雄太郎
- 照明 - 西澤孝
- 音響 - 古川直幸、野中 明（PROFIT）
- 衣裳 - 首藤和香子
- 衣裳助手 - 澤井俊二
- ヘアメイク - 瀬戸口清香（S-SIZE）
- 舞台監督 - 中西輝彦、内田純平
- 朗読監修 - ウエムラアキコ（朗読稽古屋ことつぎ）
- 宣伝美術 - 山下浩介
- 宣伝写真 - 神ノ川智早
- HP製作 - メテオデザイン
- 宣伝 - 前木理花、浜口奈津子
- 票券 - 河野英明
- 制作 - 三浦司
- アシスタントプロデューサー - 三浦奏子
- プロデューサー - 石橋千尋
- 主催・企画・製作 - エイベックス・エンタテインメント
- 企画協力 - NHKエンタープライズ
- 大阪公演協力 - リバティ・コンサーツ、ABCテレビ
- 協力 - 松竹株式会社

### 関連商品（舞台）
DVD
- 舞台「この声をきみに〜もう一つの物語〜」 DVD（2020年6月24日発売予定、ANXZ-24120）